# صدیق (بازیگر)
صدیق (انگلیسی: Siddique؛ زاده ۱ اکتبر ۱۹۶۲) یک بازیگر اهل هند است. او به خاطر ایفای طیف گسترده‌ای از نقش‌های اصلی و فرعی از جمله شخصیت‌های کمیک، نقش‌های اصلی رمانتیک، ضدقهرمان و شرور شناخته شده است.
از فیلم‌ها یا برنامه‌های تلویزیونی که وی در آن نقش داشته است می‌توان به دروغ اول آوریل، گل‌مور، روزنامه‌نگار، دید ظاهری، بالرام در مقابل تاراداس، بازی بز و ببر، طول عمر، هتل استاد، آنماریا عصبانی است، پرونده جرم، روزها و شب‌ها و مقاله اصلی اشاره کرد.